# Zaba Bangala
Zaba Bangala (13 november 2001) is een Zweedse basketballer.

## Carrière
Bangala speelde in de jeugd van LDLC ASVEL en speelde ook voor de U21 ploeg. In 2022 maakte hij de overstap naar het Duitse Baskets Bonn, maar werd grotendeels uitgeleend aan de derdeklasser Dragons Rhöndorf. In 2023 maakte hij de overstap naar de Nederlandse eersteklasser Feyenoord Basketbal. Hij speelde er een seizoen en maakte nadien de overstap naar de Belgische eersteklasser Kangoeroes Mechelen. Bangala tekende bij voor het seizoen 2025/26 bij Mechelen net zoals Josh Heath.

## Erelijst
- BNXT League-kampioen: 2025